# Sternidius centralis
Sternidius centralis es una especie de escarabajo longicornio del género Sternidius, tribu Acanthocinini, subfamilia Lamiinae. Fue descrita científicamente por LeConte en 1884.
La especie se mantiene activa durante los meses de julio, agosto y septiembre.

## Descripción
Mide 4,9-8 milímetros de longitud.

## Distribución
Se distribuye por Estados Unidos.